# Персидская письменность
Перси́дская письменность (арабо-персидская письменность, персидский алфавит) — модифицированный вариант консонантной арабской письменности, приспособленный изначально для записи персидского языка (фарси). Современный вариант персидской письменности насчитывает 32 буквы и отличается от арабской прежде всего четырьмя дополнительными буквами для обозначения звуков, отсутствующих в арабском языке. В настоящее время используется для записи фарси — официального языка Ирана, а также его восточного варианта в Афганистане — языка дари. Из персидского варианта арабского письма (часто с дальнейшими модификациями и добавлением новых знаков) возникли письменности других языков Ирана, Южной и Средней Азии.

## Письменность
Персидская письменность обладает всеми основными свойствами арабского письма, как то: направление письма — справа налево, отсутствие заглавных букв, курсивность письма и отсюда — наличие у одной буквы нескольких графических вариантов в зависимости от положения. Многие буквы при внешнем сходстве различаются лишь диакритическими знаками. Несколько букв могут означать один звук, так же как и одна буква может передавать несколько звуков.
Особенностью современного персидского письма, сохранившейся также в письменности языка урду, является широкое использование наряду с традиционным насхом почерка насталик, вышедшего в арабских странах из употребления и считающегося устаревшим.

### Состав алфавита
Через косую черту даны варианты транслитерации, а через запятую — разные фонемы и аллофоны.
| Изолированно | В конце слова | В середине слова | В начале слова | Название                 | Фонема                          | Эквивалент в таджикском алфавите | лат. транслит.   | кир. транслит.  |
| ------------ | ------------- | ---------------- | -------------- | ------------------------ | ------------------------------- | -------------------------------- | ---------------- | --------------- |
| ا            | ﺎ             | ﺎ                | آ / ا          | алеф alef                | /ɒ/, /æ/, /ʔ/                   |                                  | ā, a, ʼ          | ’ / — / а, э, о |
| ب            | ﺐ             | ﺒ                | ﺑ              | бэ be                    | /b/                             | б                                | b                | б               |
| پ            | ﭗ             | ﭙ                | ﭘ              | пэ pe                    | /p/                             | п                                | p                | п               |
| ت            | ﺖ             | ﺘ                | ﺗ              | тэ te                    | /t/                             | т                                | t                | т               |
| ث            | ﺚ             | ﺜ                | ﺛ              | сэ se                    | /s/                             | с                                | s̱ / s̄ / s        | с               |
| ج            | ﺞ             | ﺠ                | ﺟ              | джим jim                 | /d͡ʒ/                            | ҷ                                | ǧ / j / ǰ        | дж              |
| چ            | چ             | ﭽ                | ﭼ              | че che                   | /t͡ʃ/                            | ч                                | č / ch           | ч               |
| ح            | ﺢ             | ﺤ                | ﺣ              | хайе хотти hā-ye hotti   | /h/                             | ҳ                                | ḥ / ḩ / h        | ҳ               |
| خ            | ﺦ             | ﺨ                | ﺧ              | хэ khe                   | /χ/                             | х                                | ḫ / kh / x       | х               |
| د            | ﺪ             | —                | —              | даль dāl                 | /d/                             | д                                | d                | д               |
| ذ            | ﺬ             | —                | —              | заль zāl                 | /z/                             | з                                | ẕ / z̄ / z        | з               |
| ر            | ﺮ             | —                | —              | рэ re                    | /ɾ/                             | р                                | r                | р               |
| ز            | ﺰ             | —                | —              | зэ ze                    | /z/                             | з                                | z                | з               |
| ژ            | ژ             | —                | —              | же zhe                   | /ʒ/                             | ж                                | ž / zh           | ж               |
| س            | ﺲ             | ﺴ                | ﺳ              | син sin                  | /s/                             | с                                | s                | с               |
| ش            | ﺶ             | ﺸ                | ﺷ              | шин šin                  | /ʃ/                             | ш                                | š / sh           | ш               |
| ص            | ﺺ             | ﺼ                | ﺻ              | сад sād                  | /s/                             | с                                | ṣ / s            | с               |
| ض            | ﺾ             | ﻀ                | ﺿ              | зад zād                  | /z/                             | з                                | ż / ẕ / z̤ / z    | з               |
| ط            | ﻂ             | ﻄ                | ﻃ              | та tā                    | /t/                             | т                                | t                | т               |
| ظ            | ﻆ             | ﻈ                | ﻇ              | за zā                    | /z/                             | з                                | z̧ / ẓ / z        | с               |
| ع            | ﻊ             | ﻌ                | ﻋ              | эйн eyn                  | /ʔ/                             | ъ                                | ‘                | ‘ / —           |
| غ            | ﻎ             | ﻐ                | ﻏ              | гэйн qeyn                | западный фарси: [ɣ~ɢ] дари: /ɣ/ | ғ                                | ġ / gh, q-       | г               |
| ف            | ﻒ             | ﻔ                | ﻓ              | фэ fe                    | /f/                             | ф                                | f                | ф               |
| ق            | ﻖ             | ﻘ                | ﻗ              | гаф qāf                  | западный фарси: [ɣ~ɢ] дари: /ɢ/ | қ                                | ġ / gh, q-       | г / к           |
| ک            | ﮏ             | ﮑ                | ﮐ              | каф kāf                  | /k/                             | к                                | k                | к               |
| گ            | ﮓ             | ﮕ                | ﮔ              | гаф gāf                  | /g/                             | г                                | g                | г               |
| ل            | ﻞ             | ﻠ                | ﻟ              | лам lām                  | /l/                             | л                                | l                | л (ль)          |
| م            | ﻢ             | ﻤ                | ﻣ              | мим mim                  | /m/                             | м                                | m                | м               |
| ن            | ﻦ             | ﻨ                | ﻧ              | нун nun                  | /n/                             | н                                | n                | н               |
| و            | ﻮ             | —                | —              | вав vāv                  | /v/, /u/, /ow/                  | в                                | v, u , ū, aw, ow | в, у, оу        |
| ه            | ﻪ             | ﻬ                | ﻫ              | хайе хавваз hā-ye havvaz | /h/                             | ҳ                                | h                | х               |
| ی            | ﯽ             | ﻴ                | ﻳ              | йа/йе yā/ye              | /j/, /i/, /ej/                  | й                                | y, i, ī, ay, ey  | й, и, ей (эй)   |

Все буквы в слове записываются слитно. Исключение составляют 7 «лунных» букв, которые не соединяются с последующей, поэтому имеют только два графических варианта (изолированный и конечный): алеф (ﺍ), дал (ﺩ), зал (ﺫ), ре (ﺭ), зе (ﺯ), же (ژ) и вав (و).
Конечный вариант начертания «лунных» букв используется как собственно в конце слова, так и в середине, если «лунной» букве предшествует любая «солнечная», как, например, в слове بنده (бандэ — раб, слуга), где конечное начертание буквы ﺩ использовано в середине слова для соединения с предшествующей «солнечной» ب, или в глаголе گذاشتن (гозаштан — ставить), где срединный ذ соединяется с начальным گ с использованием конечного начертания ذ.

### Варианты и сочетания букв
В следующей таблице приведены основные варианты и сочетания букв, имеющие особые начертания.
| Изолированно | В начале слова | В середине слова | В конце слова | Название   | Транс- литерация | МФА    | Кир. |
| ------------ | -------------- | ---------------- | ------------- | ---------- | ---------------- | ------ | ---- |
| ﺁ            | —              | —                | ﺂ             | alef madde | ā                | [ɒ]    | а    |
| ۀ            | —              | —                | ﮥ             | he ye      | -éye / -eyeh     | ['eje] | -ейе |
| ﻻ            | —              | —                | ﻼ             | lām alef   | lā               | [lɒ]   | ла   |

## История
Предпосылкой приспособления арабского письма для новоперсидского языка послужило завоевание территории Сасанидской империи арабскими армиями в ходе исламских завоеваний в VII веке и распространение ислама среди носителей персидского языка. Использование пехлевийского письма в Большом Хорасане для официальных нужд было запрещено в середине VIII века, и если зороастрийцы продолжали использовать его, то обратившиеся в ислам были в массе выходцами из неграмотных слоёв населения, и для письменных нужд они легко адаптировали письменность господствующего языка Халифата — арабского. Первые образцы персидских стихов, записанных арабским шрифтом, появляются в IX веке.
Фонетике персидского языка присущи четыре согласных звука, отсутствующих в арабском: [p], [t͡ʃ] (č, ч), [ɡ], [ʒ] (ž, ж). Первые три изначально записывались близкими по звучанию ب (ба), ج  (джим) и ك (каф) соответственно. Лишь начиная с XII века для различения этих звуков стали широко применяться модификации этих знаков, ставшие новыми буквами персидского алфавита, однако долгое время эта практика не носила регулярного характера. Позднее была изобретена отдельная буква для маргинального звука [ʒ] (ž, ж).
| Звук     | Буква | Название |
| -------- | ----- | -------- |
| [p]      | پ     | пэ pe    |
| [t͡ʃ] (ч) | چ     | че če    |
| [ʒ] (ж)  | ژ     | же že    |
| [ɡ]      | گ     | гаф gaf  |

## Основные принципы письма

### Гласные
Продолжая консонатный тип арабского письма, персидская письменность в общем случае позволяет фиксировать прежде всего согласные, а также долгие (в современном языке устойчивые) гласные с помощью букв ا (алеф) — а, و (вав) — у и ى (йа) — и. Последние две буквы, выражая также согласные (в и у соответственно), являются по сути матрес лекционис. Для кратких (неустойчивых) гласных существует система арабских харакатов — надстрочных знаков огласовок. Однако, как и в арабском, огласовки используются лишь в учебных текстах или редких случаях, когда надо уточнить чтение. Слова, различающиеся только краткими гласными, на письме не различаются. Например, керм «червь», кӓрӓм «щедрость», керем «крем» и кром «хром» записываются одинаково كرم к-р-м. Не различаются также, к примеру, گل голь «цветок» и гель «грязь», ده дӓх «десять» и дех «деревня», دور дур «далеко» и доур «круг» и многие другие слова, из-за чего читающий должен различать их по контексту.
Особое выражение гласные приобретают в начале и конце слова. Слово с начальным гласным звуком всегда начинается с алефа ا. Начальные краткие гласные обозначаются одиночным алефом (над которым при необходимости ставится соответствующая огласовка). Начальный долгий а- обозначается алефом с маддой (آ), выражающей удлинение. Начальные у- и и-, а также дифтонги оу- и эй- обозначаются сочетанием алефа с соответствующей буквой و (вав) и ی (йа): او и ای.
В отличие от арабского языка, в персидской письменности получают отображение все конечные гласные, включая краткие (за исключением изафета). Для -е используется буква ха-йе-хавваз (ه), называемая в таком случае «ха немое». Различий в безогласовочном письме с конечным -h (-х), обозначаемым той же буквой, у ха немого нет, например, بنده банде «раб», «слуга» ~ پانزده панздӓх «пятнадцать». Конечное персидское -е часто может транслитерироваться на латиницу как -eh, поэтому в русских транслитерациях может появляться ошибочное написание (а отсюда и произношение) -ех. Например, افسانه — afsāneh — *афсанех при правильном афсане́ «сказка». Редкий конечный звук -о выражается так же, как и -у, буквой و.
В некоторых арабских словах конечный долгий звук а обозначается буквой ی, которая в таком случае называется алеф-максура, например, موسی муса «Муса», «Моисей».
| Фонема (МФА) | В начале слова | В середине слова | В конце слова | Название диакритики | Лат. транслит.    | Кир. транслит. | Примеры               | Исключения                        |
| ------------ | -------------- | ---------------- | ------------- | ------------------- | ----------------- | -------------- | --------------------- | --------------------------------- |
| /æ/          | ا              | (◌َ)              | ه (редко)     | забар / фатха       | a, ä, æ           | е, э- / а (ӓ)  | Yazd — Йезд           | а: Казвин (Kazvīn), Хамадан       |
| /ɒ/          | آ              | ا                | ا, редко ی    |                     | ā, â, å, A, a, aa | а              | Fārs — Фарс           |                                   |
| /e/          | ا              | (◌ِ)              | ه             | зир / кесра         | e                 | е, э-          | Kermān — Керман       | и: Исфахан (Eşfahān)              |
| /i/          | ای             | ی                | ی             |                     | ī, i, ee, y       | и              | Shīrāz — Шираз        |                                   |
| /o/          | ا              | (◌ُ)              | و (редко)     | пиш / замма         | o                 | о              | Hormozgān — Хормозган | у: Кум (Qom), Лурестан (Lorestān) |
| /u/          | او             | و                | و             |                     | ū, u, oo, ou      | у              | Būshehr — Бушир       |                                   |
| /ei/         | ای             | ی                | ی             |                     | ey, ei, ay, ai    | ей, эй-        | Khomeyn — Хомейн      |                                   |
| /ou/         | او             | و                | و             |                     | ow, au            | оу             | Now Shahr — Ноушехр   |                                   |

### Согласные
Арабские заимствования сохраняют оригинальную орфографию. При этом многие арабские звуки отсутствуют в фонетической системе персидского языка и в заимствованиях заменяются на близкие по образованию. Это повлекло появление у некоторых звуков нескольких графических вариантов. Основным из них является знак для общего звука арабской и персидской фонетики, используемый как в арабизмах, так и в исконных словах и неарабских заимствованиях. Остальные варианты присущи за небольшими исключениями только арабским заимствованиям, и выбор правильного с точки зрения традиционной орфографии варианта необходимо запоминать для каждого арабского слова.
| Звук | Основной вариант | Арабские варианты | Исключения                          |
| [s]  | س                | ث, ص,             | صد «сто», شصت «шестьдесят»          |
| [z]  | ز                | ذ, ض, ظ           | گذشتن «проходить», گذاشتن «ставить» |
| [t]  | ت                | ط                 | —                                   |
| [h]  | ه                | ح                 | —                                   |

Буква эйн (ع), обозначающая в арабском [ʕ] (фарингальный апроксимант), встречается исключительно в словах арабского происхождения. В начале слова и между гласными он не читается, перед согласными или в конце слова он читается как [ʔ] (гортанная смычка) или же в просторечии заменяется удлинением предшествующей гласной. Для этого же звука используется также и другой графический элемент — так называемое хамзе ء (в арабском специальный символ для [ʔ]). Хамзе употребляется как самостоятельный или надстрочный знак преимущественно в арабских словах в соответствии с арабским оригиналом слов. Выбор между эйном и хамзе также приходится выучивать для каждого слова.
В современном языке существуют также другие орфографические сложности, возникшие в результате исторического развития фонетики. В частности, буквы غ и ق означают одну фонему, в то время как в классическом языке они различались, как и различаются до сих пор в восточных вариантах фарси (таджикском и дари). В начале слова сохраняется историческое написание для фонемы xw- — خو, в то время как в современном языке она совпала с x-: خواستن класс. перс. xwâstan > совр. перс. xâstan «хотеть», но خاستن xâstan «вставать».
Сочетание -mb- традиционно в персидском языке записывается как -n-b- (نب), например, پنبه pambe «хлопок».

### Отличия от арабской письменности
- В начале слова хамзе (ء) никогда не пишется ни над алефом (ا) для обозначения огласовок забар или пиш, ни под ним — для огласовки зир.
- Конечный и одиночный каф ﮏ записывается в форме, близкой к начальном варианту, в то время как в арабском он выглядит иначе (ﻚ).
- Та марбута (ة) не используется, в заимствованиях она заменена на ت (-at) или на ه (-e). Последняя также используется для записи исконных слов на -e (см. выше)
- Конечное йе (ی) записывается без двух нижних точек, как это делается в арабском (ي), поэтому графически совпадает с алефом максура.
- Добавлены четыре дополнительные буквы для звуков, отсутствующих в арабском: пе (پ), че (چ), же (ژ) и гаф (گ).
- Арабская буква вав для губно-губного [w] (و) используется для губно-зубного [v].
- В арабском алфавите ха (ﻩ) стоит перед вав (و), в персидском - наоборот - хе (ﻩ) идёт после вав (و).

### Особенности персидской письменности вАфганистане
Система письменности языка дари (афганского варианта фарси) в целом идентична письменности современного Ирана. Отличия проявляются в чтении букв, что вызвано неодинаковым историческим развитием двух диалектов (иранского и кабульско-таджикского фарси):
- Произношение غ и ق последовательно различается во всех позициях, первая используется для [ɣ], вторая — для [q].
- Конечное ха-немое читается как [a]: بنده «раб», «слуга», фарси [bæn’dɛ], дари [ban’da].
- Буквы و (вав) и ی могут обозначать как фонемы ū и ī, так и ō и ē соответственно. Последние представляют собой так называемое «маджхульное» чтение этих букв в соответствии с этимологией, утраченное в фарси Ирана. На письме маджхульное чтение никак не выделяется, изучающий язык дари должен запоминать их для каждого слова.

## Цифры
В персидском языке цифры схожи со стандартными арабскими. Могут различаться в написании цифры 4, 5 и 6. В официальной и деловой переписке в Иране часто могут употребляться и современные «европейские». Цифры в числах записываются слева направо.
| 0 — ٠ 1 — ١ 2 — ٢ 3 — ٣ 4 — ٤/۴ 5 — ٥/۵ 6 — ٦/۶ 7 — ٧ 8 — ۸ 9 — ٩ | 10 — ١٠ 100 — ١٠٠ 1000 — ١٠٠٠ |

## Письменности других языков
Довольно рано персидский вариант арабской письменности стал употребляться для записи других иранских языков, в частности, для хорезмийского и азери, в дальнейшем также - для курдского и пашто. В хорезмийском для восточноиранских аффрикат [ts] и [dz] была изобретена дополнительная буква цим (څ), впоследствии приспособленная в пашто для [ts]. Для [dz] в пашто используется ещё одна инновационная буква — дзим (ځ).
Арабо-персидская письменность также широко распространилась для записи языков народов, испытывавших влияние персидской культуры, прежде всего тюркских и индоарийских. Чтобы приспособить алфавит для передачи всех звуков этих языков, в обиход вводились новые буквы. В начале XX в. в Средней Азии и Курдистане широко внедрялся вариант арабо-персидского письма, носящий полностью консонатно-вокалический характер и позволяющий выражать на письме все гласные. Прежде всего это достигалось задействованием в качестве матрес лекционис для [æ] буквы ха-йе-хавваз (ە). Однако с 1930-х годов начался перевод языков Советской Средней Азии (в том числе таджикского языка) на латинскую графику, и подобный вид письма сохранился только у курдов Иракского Курдистана, узбеков и таджиков Афганистана и у тюрков Синьцзян-Уйгурского автономного района Китая.
Письменные языки на основе арабо-персидского алфавита:
Персидский тип:
- Фарси и дари (за исключением таджикского языка в Таджикистане)
- Гилянский
- Луро-бахтиярский
- Мазендеранский

Старотюркский тип с незначительными модификациями продолжает персидский вариант. Широко использовался для записи османского (элифба), азербайджанского (абджад), чагатайского (язик), через койне, называемое тюрки, распространился на территории Золотой Орды, где возникла татарская письменность и далее белорусский арабский алфавит. В настоящее время на большей части столь обширного ареала старотюркская письменность вытеснена латиницей или кириллицей. Ограниченное использование арабо-персидской письменности бытует у тюрков к югу от бывшей советской границы для следующих языков:
- Азербайджанский (Иран)
- Казахский (Синьцзян, КНР)
- Кашкайский (Иран)
- Туркменский (Иран и Афганистан)
- Узбекский (Афганистан)

Восточноиранский тип отличается введением букв для ц и дз
- Хорезмийский язык †
- Пашто. Введены буквы для записи ретрофлексов с использованием диакритического кружка (например, ټ), велярных щелевых, некоторых гласных.

Индийский тип
- Урду (Алфавит урду). Письменность отличается использованием для записи ретрофлексов диакритики в виде маленькой буквы та (например, ٹ), обозначением придыхательных как диграфов с буквой ہ, особенностями передачи конечных гласных. Под влиянием урду сложились арабо-персидские письменности следующих языков:

- Пенджаби (письменность шахмукхи)
- Сирайки
- Белуджский
- Брагуи
- Кашмири
- Бурушаски
- Кховар

- Синдхи. Синдхи обладает инновационной письменностью, где придыхательные обозначаются не диграфами, а с помощью диакритик.

Новые алфавиты (с последовательной записью гласных звуков)
- Курдский (в Иране и Ираке)
- Уйгурский (в СУАР)
- Казахский (в СУАР)

Значительно модифицированным вариантом арабо-персидского письма является письменность сяоэрцзин для записи китайского языка, ограниченно применяющаяся до сих пор китайскими мусульманами (хуэйцзу).

## Персидский алфавит на латинской основе
В СССР в 1931—1938 годах использовался персидский алфавит на латинской основе. На нём велось обучение в школах, издавалась газета Bejraqe Sorx («Красное знамя») в Ашхабаде, учебники и другая литература.
| A a آ       | B в ب | C c چ    | Ç ç ج  | D d د | E e اِ | Ә ә اَ         | F f ف | G g گ    | H h ﻫ ,ح |
| I i اِى      | J j ى | K k ک    | L ʟ ل  | M m م | N n ن | O o اُ         | P p پ | Q q ق ,غ | R r ر    |
| S s ث ,س ,ص | Ş ş ش | T t ت ,ط | U u او | V v و | X x خ | Z z ز ,ذ ظ ,ض | Ƶ ƶ ژ | ' ع , ٴ  |          |

Во второй половине XX в. был предложен иной вариант персидской латиницы под названием Unipers (Unicode + Persian). Unipers получил некоторое распространение в иранской диаспоре в Европе и США, однако даже в диаспоре не получил преобладания над арабицей:
| A a  | Â â  | B b | C c | D d | E e | F f | G g | H h | I i |  |
| /æ/  | /ɑː/ | /b/ | /ʧ/ | /d/ | /e/ | /f/ | /ɡ/ | /h/ | /i/ |  |
| J j  | K k  | L l | M m | N n | O o | P p | Q q | R r | S s |  |
| /dʒ/ | /k/  | /l/ | /m/ | /n/ | /o/ | /p/ | /ɣ/ | /ɾ/ | /s/ |  |
| Š š  | T t  | U u | V v | W w | X x | Y y | Z z | Ž ž | '   |  |
| /ʃ/  | /t/  | /u/ | /v/ | /w/ | /χ/ | /j/ | /z/ | /ʒ/ | /ʔ/ |  |